# Palästinensisches Museum

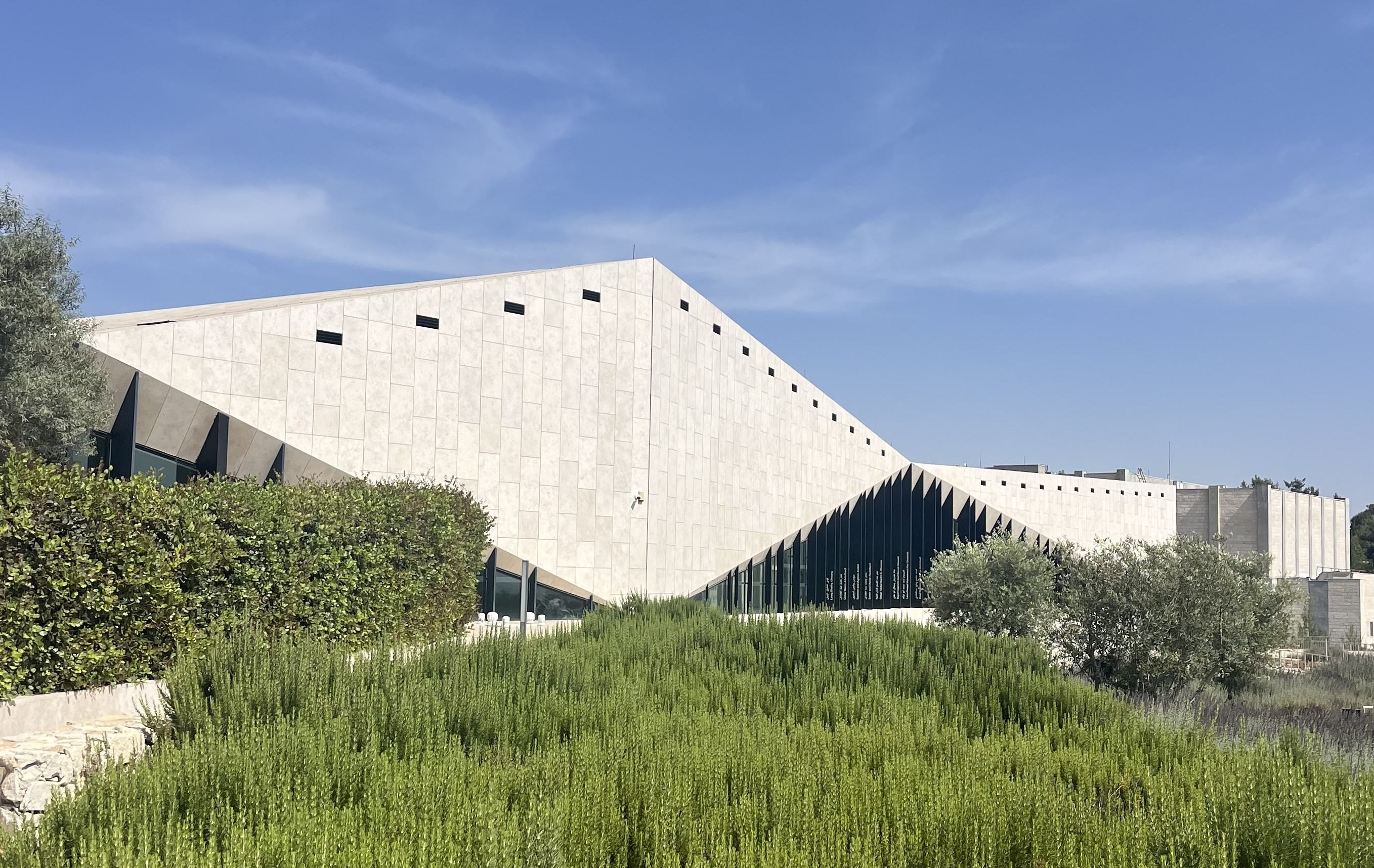
The Palestinian Museum in Bir Zait

Das Palästinensische Museum (arabisch المتحف الفلسطيني, DMG al-matḥaf al-falasṭīnī; englisch The Palestinian Museum) ist die zentrale Kultureinrichtung der Palästinensischen Autonomiegebiete in Bir Zait, in den Hügeln nördlich von Ramallah. Es wurde 2016 eröffnet.

## Geschichte

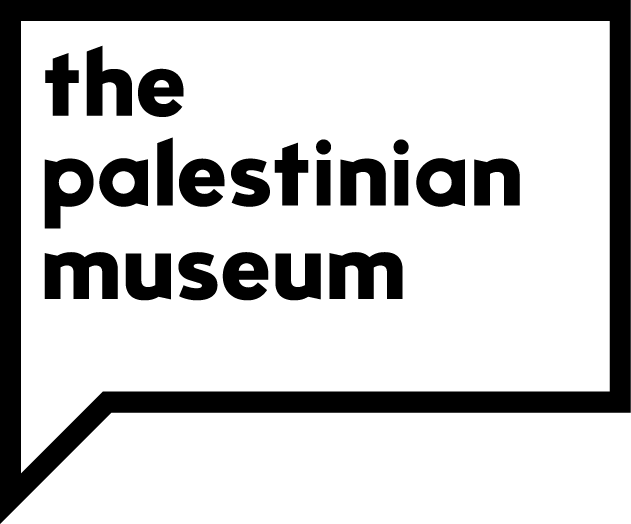
Logo des Museums

Ursprünglich plante die Autonomiebehörde ein Museum in Jerusalem zu errichten, sah aber aus politischen Gründen davon ab. Das Palästinensische Museum sollte bereits 2009 eröffnet werden und u. a. archäologische Fundstücke und Dokumentationen der palästinensischen Geschichte ausstellen. Außerdem sollte die Geschichte des palästinensischen Widerstandes gegen die zionistische Bewegung und die israelische Herrschaft historisch aufgearbeitet werden.
Das 30 Millionen Schekel teure Projekt wurde von Palästinensern im Ausland und Spendern aus den Golfstaaten finanziert. Als Gründungsdirektor wurde der Jerusalemer Kurator Jack Persekian (* 1962) berufen. Er konzipierte drei Jahre lang eine moderne Ausstellung zur Geschichte der Palästinenser. Diese stieß allerdings bei den Geldgebern auf Ablehnung und er wurde abgesetzt.
Am 11. April 2013 wurde der Grundstein gelegt und am 18. Mai 2016 das zunächst noch leere Gebäude des Museums eröffnet. Die Eröffnungsausstellung Jerusalem lebt folgte am 26. August 2017. Ihr Ziel war, die Probleme der Globalisierung in der Stadt zu thematisieren und Ideen aufzuzeigen, die eine bessere Zukunft ermöglichen.
2019 gehörte das Museum zu den Gewinnern des Aga Khan Award for Architecture.

## Gebäude
Das Gebäude wurde vom irischen Architekturbüro Heneghan Peng geplant und ist von mehreren traditionellen Obstgärten umgeben. Es befindet sich nahe der Universität Bir Zait.

## Generaldirektoren
- Mahmoud Hawari (2016–2018)[6]
- Adila Laïdi-Hanieh (2018–2023)[7]
- Amer Shomali (seit 2023)[8]

## Ausstellungen
- 2017: Jerusalem Lives (Taya Al Quds).[9]
- 2019: Intimate Terrains: Representations of a Disappearing Landscape